# Classe Nahang
La classe Nahang (en persan : نهنگ, littéralement « Baleine ») est une classe de sous-marin de poche de fabrication iranienne conçu pour les opérations en eau peu profonde. On sait qu’un seul prototype de cette classe est achevé, bien que ses caractéristiques soient restées floues.

## Historique
L’Iran avait montré de l’intérêt pour les sous-marins de poche dans les années 1980. Selon les auteurs de Conway’s All The World’s Fighting Ships, l’Iran a assemblé à Bandar Abbas un sous-marin de poche qui a été achevé en 1987 dans une tentative infructueuse. L’Iran aurait acheté un deuxième sous-marin de poche d’un autre modèle à la Corée du Nord, livré en 1988. Il est allégué qu’en 1993, neuf sous-marins de poche ont été importés de Corée du Nord. Ils ont un déplacement de 76 tonnes en surface et 90 tonnes en immersion, avec une vitesse maximale comprise entre 8 nœuds (15 km/h) et 12 nœuds (22 km/h).
L’existence de Nahang a été connue pour la première fois en avril 2006. Le 6 mars 2006, la télévision d’État iranienne a annoncé que le Nahang 1 avait été mis en service dans la flotte du Sud. Plus tard cette année-là, à la fin du mois d’août, il a participé à la troisième phase du jeu de guerre Zarbat-e Zolfaghar.
Deux autres sous-marins de la classe auraient été planifiés, mais la construction d’autres unités est considérée comme peu probable.
En avril 2017, Bellingcat a rapporté que pour la première fois depuis des années, des images satellites suggèrent que le Nahang avait été déployé pour une mission.

## Description
Il n’y a pas grand-chose de certain sur les caractéristiques de la classe. Selon Jane's Fighting Ships, la classe a un déplacement de 100 tonnes en surface et 115 tonnes en immersion. Les autres estimations pour le déplacement en surface et en immersion sont de 110 tonnes et 127 tonnes respectivement, tandis que le nombre indiqué peut atteindre 500 tonnes.
Jane’s mentionne les dimensions approximatives de 25 m pour la longueur, avec une largeur de 3 m et un tirant d'eau de 2,5 m. Les vitesses maximales signalées pour le sous-marin sont de 8 nœuds (15 km/h) et 13 nœuds (24 km/h).
Le Nahang n’est apparemment pas armé et n’est pas équipé de torpilles,, mais il existe des rapports contradictoires suggérant qu’il a une paire de tubes lance-torpilles de 533 mm dans des colliers de largage et qu’il peut transporter et poser quatre mines marines MDM-6 ou EM-52. Le Nahang peut être utilisé comme vaisseau-mère pour les véhicules de transport de nageurs de combat et comme plate-forme pour les opérations spéciales.
Le sous-marin n’a pas de sonar d’après Jane's, mais une autre source suggère qu’il est équipé d’un sonar actif/passif sur sa proue. Le moteur installé pour la propulsion est inconnu. D’autres appareils auraient été installés, notamment un mât doté de capacités de soutien à la guerre électronique (similaire au type « Stop Light » de fabrication russe) et d’un radar de recherche et de navigation de surface.